# Henry David Leslie
Henry David Leslie, född 18 juni 1822 i London, död 5 februari 1896 i Baschurch i Shropshire, var en brittisk musiker och kompositör.
Leslie blev 1855 dirigent för Amateur Musical Society och bildade samma år ett körsällskap för sång a cappella (Leslie's choir), som vann priset vid den internationella tävlingen i Paris 1878. Leslie komponerade oratorierna Immanuel (1853) och Judith (1858), kantater, operan Ida (1864), två symfonier, sånger med mera.